# Мухаммед Юсуф
Мухаммед Юсуф (січень 1914, Кабул — 23 січня 1998) — державний діяч Афганістану.

## Біографія
Батько — Мухаммед Хасан. За походженням — пуштун.
Закінчив ліцей Неджат в Кабулі (з навчанням німецькою мовою), здобув вищу освіту в Мюнхенському та Геттінгенському університетах (Німеччина). Мав докторський ступінь з фізики. Професор (1944).

### Викладач і керівник
- У 1940-их роках був викладачем, професором, деканом природничо-наукового факультету Кабульського університету.
- З 1948 — начальник управління професійної освіти міністерства просвіти.
- З 1949 — заступник міністра просвіти. Виступав проти участі студентів у політичній діяльності.
- 1952 — директор Афганського культурного центру в Мюнхені.
- 1953–1963 — міністр гірничих справ і промисловості в уряді Мухаммеда Дауда.

### Прем'єр-міністр
У березні 1963 — листопаді 1965 — прем'єр-міністр та міністр закордонних справ. Перший прем'єр-міністр Афганістану, що не належав до королівської родини. За часів перебування Мухаммеда Юсуфа на посту глави уряду були здійснені кроки з лібералізації політичного життя: прийнято Конституцію 1964 року, пройшли вибори до парламенту 1965 року. Однак діяльність уряду спричинила невдоволення як лівих радикалів із заснованої 1965 року Народно-демократичної партії Афганістану, так і активістів ісламістського руху, що зароджувався.
24 жовтня 1965 року поліція розігнала студентську демонстрацію в Кабулі, учасники якої звинувачували ряд міністрів у корупції й вимагали зміни складу уряду. Під час розгону та стрілянини у натовп загинуло чотири студенти. Ця подія та антиурядові демонстрації, що тривали, призвели до відставки кабінету міністрів Мухаммеда Юсуфа.

### Дипломат та емігрант
- 1966–1973 — посол у ФРН.
- У 1973 році був послом в СРСР, відкликаний у липні того ж року після усунення монархії.

Після 1978 року проживав в еміграції, був прибічником скинутого короля Захір Шаха. Публікувався в емігрантській пресі. 1994 року брав участь у Гератській конференції, організованій урядом Бурхануддіна Раббані.